# Сампо (премия)
«Са́мпо» — премия Главы Республики Карелия, вручается деятелям литературы и искусства за достижения в области профессионального мастерства.

## Общие сведения
Премия, с вручением диплома, присуждается указом Главы Республики Карелия за наиболее значимые художественные произведения в сфере литературы, изобразительного, театрального и музыкального искусства, за особый вклад в развитие культуры и искусства Республики Карелия. Присуждается один раз в два года по решению Совета по культуре при Главе Республики Карелия.
Установлено пять премий. Награждение лауреатов премии проводится в торжественной обстановке в начале июня в ходе празднования Дня Республики Карелия в Петрозаводске, как правило, в Музыкальном театре Республики Карелия.
Допускается присуждение премии посмертно. Диплом посмертно награждённого лауреата вручается членам семьи лауреата, денежное вознаграждение передаётся по наследству.

## Лауреаты премии «Сампо»

### 1997—1998
Награждение лауреатов премии «Сампо» Председателя Правительства Республики Карелия за 1997—1998 годы состоялось 8 июня 1999 года.
- Мишин, Армас Иосифович, поэт и Киуру, Эйно Семенович, переводчик — за новый перевод эпоса «Калевала»
- Трифонов, Александр Александрович, художник — за серию художественных работ «Мир природы», раскрытую в нетрадиционном аспекте, и постоянное совершенствование живописно—пластического языка
- Мальми, Виола Генриховна, хореограф — за сохранение и пропаганду фольклорных традиций народов Карелии
- Белобородов, Александр Сергеевич, композитор — за создание оратории «Душа и природа» на стихи русских поэтов для хора, солистов и оркестра
- актерский ансамбль спектакля «Осень и зима» Л. Нурена — за сохранение и творческое осмысление традиций Национального театра Республики Карелия:
  - Микшиев, Пётр Григорьевич
  - Микшиева (Кеттунен) Виено Григорьевна
  - Синдонен (Сюкияйнен), Лидия Эйновна
  - Нярья, Эйла Эрландовна

### 1999—2000
Награждение лауреатов премии «Сампо» Председателя Правительства Республики Карелия за 1999—2000 годы состоялось 7 июня 2001 года.
- Суржко, Анатолий Петрович, писатель — за книгу «Последняя игра» (посмертно)
- Власенко, Алла Игнатьевна, художника — за работы из цикла «Музыка», проектную и организационную деятельность экспо—симпозиума «Краски Водлозерья»
- Вавилов, Геннадий Алексеевич, композитор — за Концерт для большого симфонического оркестра
- Нярья, Элли Леонидовна, Терских, Евгений Александрович, актеры — за исполнение главных ролей в спектакле Национального театра Республики Карелия «Нискавуори» (Х. Вуолийоки);
- постановочная группа — за создание спектакля «Вдовий пароход» (И. Грекова, П. Лунгин) в молодёжном театре «Творческая мастерская»:
  - Петров, Иван Петрович, режиссёр-постановщик
  - Терентьев, Сергей Валерьевич, художник-постановщик
  - Баулина, Людмила Ивановна, актриса
  - Максимов, Дмитрий Валерьевич, актёр
  - Бычкова (Белонучкина) Елена Юлиановна, актриса
  - Живых, Людмила Филипповна, актриса
  - Москалева Галина Михайловна, актриса
  - Зотова Людмила Владимировна, актриса

### 2001—2002
Награждение лауреатов премии «Сампо» Главы Республики Карелия за 2001—2002 годы состоялось 6 июня 2003 года.
- Напреев, Борис Дмитриевич, композитор — за симфоническую сюиту по мотивам средневековой легенды «Даларам»
- Салтуп, Григорий Борисович, писатель — за повесть «Выстрел милосердия»
- Пятаков Юрий Ефимович, скульптор — за работы, посвященные 300-летию города Петрозаводска
- Творческий состав — за спектакль «Бесы» Ф. Достоевского в молодёжном театре «Творческая мастерская»:
  - Тупиков Андрей Леонидович, режиссёр
  - Чебурканов Валерий Владимирович, актёр
  - Николаев Георгий Владимирович, актёр
  - Максимов Дмитрий Валерьевич, актёр
- Владимиров, Леонид Михайлович, актёр — за спектакль «Старосветские помещики» Н. Гоголя в Национальном театре Республики Карелия.

- Специальная премия Главы Республики Карелия была вручена писателю Виктору Пулькину за книгу «Царские персты».

### 2003—2004
Награждение лауреатов премии «Сампо» Главы Республики Карелия за 2003—2004 годы состоялось 8 июня 2005 года.
- Мешко, Татьяна Александровна, писатель — за роман «Колдун здесь»
- творческая группа молодёжного театра «Творческая мастерская» за спектакль «Очень простая история» в составе:
  - Ольшанская Ольга Александровна, режиссёр;
  - Мойковский, Владимир Игоревич, актёр
  - Живых Людмила Филипповна, актриса
  - Залогин, Геннадий Борисович, актёр
  - Зотова Людмила Владимировна, актриса
  - Старикович Ирина Петровна, актриса
  - Арсеньев Василий Николаевич, актёр
  - Липовецкий Олег Михайлович, актёр
  - Дарешкина Галина Владимировна, актриса
  - Кяхярь Светлана Вильевна, актриса
  - Максимов Юрий Леонидович, актёр

- также была выплачена поощрительная премия скульптору Акулову Александру Эдуардовичу за скульптурное произведение (бюст) «Пётр I» (представлен Творческим союзом художников Карелии)[7].

### 2005—2006
Награждение лауреатов премии «Сампо» за 2005—2006 годы состоялось 8 июня 2007 года. Премию вручал Глава республики Сергей Катанандов.
- Васильева, Надежда Борисовна, писатель — за создание книги «Етишкина жизнь!..»
- Волков, Александр Лукич и Мишин, Армас Иосифович, составители и основные переводчики антологий «Karjalan pagin» («Карельская речь»: Литературные произведения карельских авторов конца XIX-начала XXI вв.) и «Jugras Balatonah sah» («От Югры до Балатона») — за особый вклад в сохранение и развитие национальной культуры Республики Карелия
- Зорин, Владимир Викторович, художник — за авторскую разработку серии монументально-декоративных скульптур для оформления фасада Театра кукол Республики Карелия
- творческая группа Театра кукол Республики Карелия — за создание спектакля «Золочёные лбы» (Смирнов, Алексей Владимирович, Петухова Екатерина Анатольевна, Леонов Александр Валерьевич, Бирюкова, Любовь Алексеевна, Довбня, Александр Павлович)
- Субботин, Игорь Анатольевич, композитор (посмертно) — за создание кантаты «Песнь песней» (на тексты Соломона — для хора и фортепиано).

### 2007—2008
В 2009 году на получение премии был выдвинут 21 соискатель. Награждение лауреатов премии «Сампо» за 2007—2008 годы состоялось 8 июня 2009 года. Премию вручал Глава республики Сергей Катанандов.
- Востряков, Игорь Дмитриевич, писатель — за создание книги «Волшебный лучик детства»
- Дюжев, Юрий Иванович, главный научный сотрудник Института языка, литературы и истории Карельского научного центра РАН — за создание монографии «История русской прозы Европейского Севера второй половины XX века» и особый вклад в развитие культуры Республики Карелия
- авторский коллектив Музея изобразительных искусств Республики Карелия — за создание научного каталога «Станковая графика» ГУ «Музей изобразительных искусств Республики Карелия» и особый вклад в развитие культуры Республики Карелия
  - Вавилова Наталья Ивановна
  - Куспак Ирина Николаевна
  - Сергеев Сергей Пантелеймонович
  - Соловьева Людмила Васильевна
  - Веселковоа Марина Владимировна
  - Рычкова Екатерина Анатольевна
  - Кулаева Ирина Станиславовна
  - Семененко Олег Александрович
- Пронина, Ирина Николаевна, художник-постановщик Государственного Национального театра Республики Карелия — за сценографию (декорации, костюмы, постановка света) спектаклей «Лемби» и «Бьярмия»
- ансамбль кантелистов Национального ансамбля песни и танца Карелии «Кантеле» — за создание художественной программы «Брусничный дождь», создание книги И. В. Шишкановой «Кантеле. Ступени к совершенству» и активную творческую деятельность по сохранению и продвижению национальной культуры народов Карелии и популяризацию исполнительского искусства игры на национальном инструменте.
  - Шишканова Ирина Владимировна
  - Волокославская Ирина Леонидовна
  - Сахарова Александра Людвиговна
  - Яковлева Анастасия Сергеевна
  - Иванов Александр Иванович

### 2009—2010
Награждение лауреатов премии «Сампо» за 2009—2010 годы состоялось 8 июня 2011 года. Премию вручал Глава республики Андрей Нелидов. Для лауреатов и зрителей состоялся праздничный концерт с участием победительницы конкурса «Народный артист» Марины Девятовой, солистки Большого театра Марины Шутовой и инструментального ансамбля «Позитив», организованный правительством города Москвы
- Морозов, Аркадий Иванович, художник — за создание серии произведений «Портреты современников»
- Вересов, Дмитрий Анатольевич, поэт — за создание книги стихов «Отступление в осень» и поэтической части фотоальбома «Соловки. Сотворение осени»
- Пермяков, Юрий Владимирович, дизайнер — за художественно-дизайнерскую работу по созданию основной экспозиции Карельского государственного краеведческого музея
- Мухортикова, Алевтина Владимировна и Скуратов, Анатолий Евгеньевич, солисты балета Музыкального театра Республики Карелия — за исполнение партий Джульетты и Ромео в балете «Ромео и Джульетта»
- Жемойтук Наталья Анатольевна, преподаватель Пудожской музыкальной школы — за создание серии дисков с детскими песнями «Летят по свету ноты», «Золотые капельки», «Ласковая песенка», «Дорога к дому»; создание песен, посвященных 65-летию Победы в Великой Отечественной войне, «Горькие слёзы войны»; создание песени-романса на стихи Николая Клюева «Придорожная калинушка»; и за большой вклад в развитие музыкального искусства и культурной жизни Пудожского района.

### 2011—2012
В 2013 году на получение премии были выдвинуты 24 соискателя. Награждение лауреатов премии «Сампо» за 2011—2012 годы состоялось 8 июня 2013 года в посёлке Пряжа. Премию вручал Глава республики Александр Худилайнен.
- Владимиров, Леонид Михайлович, актёр — за исполнение роли Лира в спектакле «Король Лир» и значительный вклад в развитие театрального искусства Республики Карелия
- Зайцева, Нина Григорьевна — за особый вклад в дело возрождения и развития вепсского языка и вепсской культуры, создание уникальных литературных произведений на вепсском языке, популяризацию богатого культурного наследия вепсского народа
- Новиков, Дмитрий Геннадьевич, писатель — за создание книги рассказов «В сетях твоих»
- Оркестр русских народных инструментов «Онего» (главный дирижёр, художественный руководитель — Геннадий Миронов) — за исполнение концертной программы «Звезда России»
- авторский коллектив — за проект «Реконструкция здания учебного корпуса Петрозаводской государственной консерватории имени А. К. Глазунова с пристройкой концертного зала консерватории»
  - Савельев, Александр Анатольевич (руководитель проекта)
  - Шеламов, Леонид Михайлович
  - Вознесенская, Елена Леонидовна
  - Васильев, Андрей Владимирович
  - Ким, Александр Рамуальдович
  - Давидян, Людвиг Карапетович

### 2013—2014
Премия вручена 6 июня 2015 года на праздновании Дня Республики Карелия в Сортавале.
- Линник Юрий Владимирович, поэт, писатель — за книгу «Стефанос» («ΣТЕФАNОΣ. Венок сонетов»).
- Кочкуркина, Светлана Ивановна, учёный-историк — за особый вклад в развитие культуры Республики Карелия.
- Батурин Лев, художник.
- Коллектив Театра драмы Республики Карелия «Творческая мастерская» за создание спектакля «Про мою маму и про меня».
- Коллектив редакторов литературно-художественного журнала «Kipinä» за особый вклад в сохранение и развитие национальной культуры Республики Карелия.

### 2015—2017
Премия вручена 9 июня 2017 года в Петрозаводске.
- Авксентьев Леонид Борисович, поэт, писатель — за книгу «Капля смолы на пыльном стекле».
- Сало Анастасия Васильевна, композитор — за оперу для детей «Красавица Насто».
- Каштанов Александр Иванович, художник — за многолетний творческий труд и за особый вклад в развитие культуры и искусства Республики Карелия.
- Поляков Вячеслав Вячеславович, актёр, режиссёр Национального театра Республики Карелия.
- Лобанова Надежда Валентиновна, старший научный сотрудник Карельского научного центра РАН — за особый вклад в дело сохранения памятников наскального искусства Карелии.

### 2019
Распоряжением Главы Республики Карелия А. О. Парфенчикова от 12 августа 2019 № 427-р определены лауреаты премии «Сампо» 2019 года:
- Харламова Елена Сергеевна, писатель, за книгу стихов для детей «Ярмарка»
- Топурия Бадри Отарович, художник, за серию «Город Петрозаводск»
- Рышкин Николай Викторович, музыкант, за сборник песен на карельском и русских языках «Здравствуй, песня»
- коллектив исполнителей Театра кукол Республики Карелия за спектакль «Сад»
- творческий коллектив Театра драмы «Творческая мастерская» за спектакль «Васса»

### 2021
Названы лауреаты премии «Сампо» 2021::
- Писательница Никитина Ирина Александровна — за весомый вклад в развитие внеклассного чтения в младших классах и детских библиотеках Республики Карелия за книги «Полцарства за коня», «Подружись с драконом», «Мы верим в сказки», «Счастливый остров детства», «Забытая сказка или Путешествие с белой цаплей»
- художник-модельер Порошина Ирина Дмитриевна — за создание коллекции национальных сценических и представительских костюмов «Калевала» и «Карелия»
- авторский коллектив Центра народного творчества и культурных инициатив Республики Карелия (Петрозаводск) — за проект «Карелия музыкальная»
- ансамбль исполнителей Театра кукол Республики Карелия — за спектакль по мотивам сказки А. С. Пушкина «О рыбаке и рыбке»
- творческий коллектив Национального театра Республики Карелии — за спектакль на вепсском языке «Дом окнами в поле» /«KODI IKNOIL PÖUDOLEPÄI»